# Shadow Gallery
A Shadow Gallery amerikai progresszív metal/progresszív rock zenekar. 1985-ben alakultak meg a pennsylvaniai Lehigh Valley-ben, Sorcerer néven. 1991-ig ezt a nevet használták, majd a V, mint vérbosszú című könyvből szedett Shadow Gallery-re (Árnyék galéria) változtatták. Lemezkiadójuk az InsideOut Music. Korábbi énekesük, Mike Baker 2008-ban elhunyt, 45 éves korában.

## Tagjai
- Brendt Allman - gitár, vokál (1985-)
- Carl Cadden-James - basszusgitár, ének, vokál, furulya (1985-)
- Gary Wehrcamp - billentyűk, zongora, gitár, vokál (1992-)
- Joe Nevolo - dob (1997-)
- Brian Ashland - ének, gitár, billentyűk (2009-)

## Korábbi tagok
- Chris Ingles - zongora, billentyűk (1985-2007)
- Mike Baker - ének (1985-2008, 2008-ban elhunyt)
- Kevin Soffera - dob (1994-1996)

## Diszkográfiájuk
- Shadow Gallery (1992)
- Carved in Stone (1995)
- Tyranny (1998)
- Legacy (2001)
- Room V (2005)
- Prime Cuts (válogatáslemez, 2007)
- Digital Ghosts (2009)